# Alan Goehring
Alan Goehring (* 21. Februar 1962 in Milwaukee, Wisconsin) ist ein pensionierter Hochzinsanleihen-Analyst sowie Unternehmer aus Henderson. Im Alter von 37 wechselte er sein Metier und wurde professioneller Pokerspieler. Goehring ist zweifacher Titelträger der World Poker Tour und gewann 2020 ein Bracelet bei der World Series of Poker Online.

## Pokerkarriere
Bei der World Series of Poker (WSOP) 1997 im Binion’s Horseshoe in Las Vegas gelang Goehring bei einem 3000 US-Dollar teuren Turnier sein erster Erfolg, als er den dritten Platz belegte und über 60.000 US-Dollar gewann. Endgültig konnte ihm der Profistatus zugesprochen werden, als er 1999 im WSOP-Main-Event nur Noel Furlong den Vortritt lassen musste. Seinen ersten Titel beim Main Event der World Poker Tour (WPT) gewann Goehring 2003 im Hotel Bellagio am Las Vegas Strip. Beim Saisonfinale der ersten WPT triumphierte er im Heads-Up über Kirill Gerassimow. Das Turnier hatte ein Buy-in von 25.000 US-Dollar und er gewann eine Million US-Dollar Preisgeld. Mit ihm am Finaltisch saßen unter anderem Phil Ivey, Doyle Brunson und Ted Forrest. Beim L.A. Poker Classic im Jahr 2006 in Los Angeles sicherte sich Goehring seinen zweiten WPT-Titel und gewann ein bis dahin unerreicht hohes Rekordpreisgeld von rund 2,4 Millionen US-Dollar. Im Juli 2020 gewann er unter dem Nickname GladiusIII bei einem Turnier der aufgrund der COVID-19-Pandemie ausgespielten World Series of Poker Online ein Bracelet sowie eine Siegprämie von rund 120.000 US-Dollar.
Insgesamt hat sich Goehring mit Poker bei Live-Turnieren mehr als 5 Millionen US-Dollar erspielt.